# مالكولم الأول ملك إسكتلندا
مالكولم الأول ملك أسكتلندا واسمه الكامل مالكولم ماك دومنايل (بالإسكتلندية:  Máel Coluim mac Domnaill)‏ ولد حوالي عام 895 من الميلاد، في إسكتلندا، حيث أن منزله في جبال الألب، وهناك روايات أخرى ترجح أنه وُلد في فترة حكم أبيه بين (889 - 900). كان ابناً لدونالد الثاني ملك أسكتلندا، غير أن والدته وزوجته غير معروفتين، وكان والدا لكل من دوب ملك إسكتلندا وكينيث الثاني. لم يكن متوقعًا أن يعتلي العرش، لكن ابن عمه قنسطنطين الثاني تنازل عن الحكم ليصبح راهبًا في الكنيسة، عندها أصبح مالكولم الحاكم. في عام 943، عُيّن مالكولم ملكًا على ألبا (أسكتلندا) وقد حكم أحد عشر عاما. وفي أنجلترا كان هناك الملك أدموند الأول وهو يقاتل الفايكنج فساعده مالكولم الأول ليكون له كحليف ضدالفايكنج في المد العسكري والمؤن والأسلحة مقابل أعطائه مقاطعة كمبريا وستراثكلايد وافق أدموند وأفتتح علاقات سليمة مع أسكتلندا لكن قبل وصول المد العسكري قتل أدموند ملك أنجلترا في شجار وما زال مالكولم الأول على وعده فأرسل المد العسكري إلى شقيق أدموند أيدريك.
ويعتبر مالكولم الأول من سلالة آل ألبين الحاكمة وكان يلقب الأحمر الخطير. بسبب مهاراته في الحرب وقتاله مع الفايكنج توفي مالكولم عام 954، على يد رجال موراي، حيث سقط قتيلًا في المعركة، بالقرب من أبردين ودفنه في جزيرة إيونا في إسكتلندا، وتولى إندولف ابن قسطنطين الثاني الحكم من بعده.